# 白皱岩螺
白皱岩螺（学名：Rapana rapiformis），是新腹足目骨螺科Rapana的一种。主要分布于马来西亚、印度尼西亚、中国大陆、台湾，常栖息在浅海珊瑚礁、岩石底、低潮线以下。